# 雜色吸口魚
雜色吸口魚（學名：Moxostoma poecilurum），為輻鰭魚綱鯉形目亞口魚科的其中一種，為溫帶淡水魚，分布於北美洲美國肯塔基州南部到德克薩斯州加爾維斯頓灣密西西比河流域，本魚體呈圓柱形，體上半部呈金色至青銅色，帶有銀綠色虹彩，下半部呈銀黃色至白色，尾鰭和腹鰭、臀鰭呈紅色，分叉的尾鰭下半部有黑色條紋，通常比上半部大，背鰭邊緣通常是凹形的，鰭下半部呈暗灰色，上半部較紅色，體長可達51公分，壽命可達10年，棲息沙石底質的溪流、湖泊底層水域，屬雜食性，以有機碎屑、矽藻和各種小型無脊椎動物為食，繁殖期在4至5月。